# HD 195564
HD 195564，又名BD-10 5423，SAO 163665、HR 7845，是一颗恒星，视星等为5.65，位于銀經35.45，銀緯-26.86，其B1900.0坐标为赤經20h 26m 55.4s，赤緯-10° -26.86′ 41″。